# Molophilus (Molophilus) longifurcatus
Molophilus (Molophilus) longifurcatus is een tweevleugelige uit de familie steltmuggen (Limoniidae). De soort komt voor in het Australaziatisch gebied.